# Андер Ерера
Андер Ерера (на испански: Ander Herrera Agüera), е испански футболист, състезаващ се за Бока Хуниорс като полузащитник. Роден е на 14 август 1989 г. в град Билбао, намиращ се в Испания. Кариерата му започва в Реал Сарагоса. Две години по-късно Андер Ерера преминава в отбор от родния си град Атлетик Билбао, където прекарва три години. През престоя си в този отбор той привлича вниманието на английския гранд Манчестър Юнайтед, където през 2014 г. подписва договор за четири години с опция за удължаване с още една година.

## Клубна кариера

### Реал Сарагоса
Първите си стъпки в професионалния футбол прави във втората дивизия на испанското първенство в отбора на Реал Сарагоса, където в сезон 2008 – 2009 със своите 19 мача и 2 гола спомага за завръщането на отбора в Примера дивисион.
По време на престоя си в отбора, Ерера се превръща в един от най-използваните играчи, като с неговата помощ те успяват да запазят мястото си в елита. Дебютният му гол в испанската Примера дивисион е на 6 декември 2009 г. срещу отбора на Тенерифе. Това е и единствения гол в срещата.

### Атлетик Билбао
На 7 февруари 2011 г. подписва договор за пет години с Атлетик Билбао за сумата от 7.5 милиона евро, който влиза в сила на 1 юли 2011 г. Ерера се превръща в ключова фигура за отбора, който прави бърз възход в испанския и европейския футбол. През първия сезон на Андер Ерера за лъвовете те стават втори в Лига Европа и Купата на краля.
Прогресът му в световния футбол е забавен поради неприятно заболяване от херния, което сериозно ограничава шансовете му за изява през 2013 г. Все пак завръщането му в игра значително помага на отбора да не отпадне от Примера дивисион. През 2013 г. той продължава да впечатлява с играта си и отбелязва 5 гола в 33 мача, за да помогне на отбора си да достигне до четвъртото място в испанското първенство.

### Манчестър Юнайтед
През 2013 г. Манчестър Юнайтед прави оферта за 24 милиона британски лири, която е отхвърлена от Атлетик Билбао. Година по-късно е отхвърлена още една оферта от 28.8 милиона британски лири. Малко по-късно обаче от Атлетик Билбао обявяват, че Ерера е активирал клаузата си за откупуване, което в крайна сметка му позволява да подпише четиригодишен договор с Манчестър Юнайтед. Андер Ерера е първото попълнение на тогавашния мениджър Луис ван Гаал, а за трансфера си в английския гранд споделя, че „подписването му с Манчестър Юнайтед е една сбъдната мечта“.

#### Сезон 2014 – 2015
Дебютът на Ерера за Манчестър Юнайтед е по време на предсезонното турне на отбора в Сащ на 23 юли 2014 г. срещу Ла Галакси. Играе през целите 90 минути и прави три асистенции. Дебютът му във Висшата лига на Англия е при загубата на отбора му с 2 – 1 срещу Суонзи на 16 август 2014 г. Първия си гол за отбора вкарва в срещата срещу ФК Куинс Парк Рейнджърс, спечелена с 4 – 0. В този мач той записва и асистенция. Следва дълъг период в който играе много рядко. На 22 март 2015 г. прави ключова асистенция за Хуан Мата] при победата с 2 – 1 над вечния съперник Ливърпул. В следващия си мач Ерера печели приза за играч на мача и нанизва два гола за победата с 3 – 1 над ФК Астън Вила.

#### Сезон 2015 – 2016
През втория си сезон в клуба, Ерера дава все по-големи признаци, че ще се превърне в ключова фигура за отбора в бъдеще. Започва успешно да се адаптира към по-грубата игра в английския футбол. Участието му в мачовете не е много последователно, но все пак успява да запише 27 мача като титуляр във всички надпревари и още 14 като резерва. Успява да отбележи 5 гола. Единият от тях отбелязва при победата с 3 – 0 над ФК Евертън. Това е може би най-добрият му мач за този сезон тъй като освен гола успява да направи и асистенция за Уейн Руни, което го прави играч на мача. Испанецът винаги ще помни и победния си гол за 3 – 2 срещу Арсенал през февруари 2016 г. Ерера има ключова роля в спечелената FA Cup, тъй като прави две изключително важни асистенции за голове на Антони Марсиал в четвъртфинала срещу Уест Хям и полуфинала срещу ФК Евертън.

#### Сезон 2016 – 2017
Началото на третия сезон за Ерера при новия мениджър Жозе Моуриньо не е много добро, защото играе по-често като резерва на Маруан Фелайни. Постепенно обаче успява да се наложи като титуляр и да го измести. Първия си гол за сезона отбелязва срещу Нортхямптън Таун в мач от третия кръг на Купата на Англия. До края на календарната 2016 година успява да направи 4 асистенции и да бъде обявен за играч на мача два пъти.

## Национален отбор
Играе за отборите на Испания от всяка възрастова група. В отбора до 21 г. на Испания играе заедно със сегашните си съотборници Давид де Хеа и Хуан Мата]. През 2011 г. печели европейското първенство за младежи до 21 г.
Дебютът му за националния отбор на Испания е срещу Англия на Уембли на 15 ноември 2016 г., влизайки като резерва.

## Личен живот
Бащата на Ерера, Педро Мария също е бил футболист на позицията полузащитник. Също като сина си е играл за Реал Сарагоса, а също така и за Селта де Виго. Приятелката му се казва Изабел Коядо.

## Успехи

### Клубни
Манчестър Юнайтед
- FA Cup: 2015 – 2016
- Къмюнити Шийлд 2016

### Национален отбор
Испания до 20 г.
- Mediterranean Games: 2009

Испания до 21 г.
- Европейско първенство до 21 г.: 2011